# Sclerostegia
Sclerostegia es un género de plantas fanerógamas con cinco especies pertenecientes a la familia Amaranthaceae. Es originario de Australia:

## Especies
| - Sclerostegia arbuscula (R.Br.) Paul G.Wilson - Sclerostegia disarticulata Paul G.Wilson - Sclerostegia medullosa Paul G.Wilson - Sclerostegia moniliformis Paul G.Wilson - Sclerostegia tenuis (Benth.) Paul G.Wilson |